# Trichodesma inaequale
Trichodesma inaequale är en strävbladig växtart som beskrevs av Michael Pakenham Edgeworth. Trichodesma inaequale ingår i släktet Trichodesma och familjen strävbladiga växter. Inga underarter finns listade i Catalogue of Life.